# QW-2 (ミサイル)
QW-2（前衛-2、前卫二号、QianWei-2、Vanguard 2）は、中国の携帯式防空ミサイルシステム（MANPADS, 中国語: 便携式防空导弹）である。

## 概要
QW-1に続いて、瀋陽の119工廠で開発された。一般に公開されたのは、1998年のファーンボロー国際航空ショーが最初とされている。これをパキスタンでライセンス生産したものが、Anza Mk-3である。また、バングラデシュでもライセンス生産が行われている。
シーカーが2波式となっており、フレアなどに対しての耐妨害性が高いとされる。また、ロシアの9K310 イグラ-1との類似性が指摘されており、同等の性能であるとの推測も存在する。
中国人民解放軍陸軍では95式自走対空機関砲の兵装に採用されており、砲塔左右の機関砲架上に連装発射機（合計4発）が装備されている。

## 各型
QW-2
携行型。
CQW-2
車載型。

## 運用国
- バングラデシュ
- 中華人民共和国
- パキスタン
- トルクメニスタン - 2024年時点で、トルクメニスタン陸軍がQW-2を保有[3]。